# U kapličky
U kapličky je přírodní památka poblíž obce Hostěradice v okrese Znojmo v nadmořské výšce 222–252 metrů. Důvodem ochrany jsou teplomilná rostlinná společenstva s koniklecem velkokvětým (Pulsatilla grandis), kozincem vičencovitým (Astragalus onobrychis), smilem písečným (Helichrysum arenarium), lomikámenem cibulkatým (Saxifraga bulbifera). K nejvýznamnějším druhům patří křivatec český (Gagea bohemica) a kosatec písečný (Iris arenaria), unikátní je hojný výskyt koniklece lučního (Pulsatilla pratensis).